# Ludowika
Ludowika (auch: Ludovica und Ludovika) ist ein weiblicher Vorname. Männliches Pendant ist Ludwig.

## Herkunft und Bedeutung des Namens
- Althochdeutsch „hluth“ = berühmt, laut und „wig“ = Kampf, Krieg.
- Ludowika ist die weibliche Form von Ludovicus (Latinisierung von Ludwig).[1][2]

## Verbreitung
Der Name kommt im deutschsprachigen Raum nur selten vor. In Deutschland wurde er von 2010 bis 2023 etwa 20 Mal vergeben. In der Schweiz tragen ihn vier Personen (Stand 2023). In Österreich wurde der Name seit 1984 nur drei Mal bei der Namenswahl berücksichtigt. Und zwar zwei Mal im Jahr 2018 und ein Mal im Jahr 2022.

## Bekannte Namensträgerinnen
- Ludowika Jakobsson (1884–1968), deutsch-finnische Eiskunstläuferin